# Erythrodiplax laurentia
Erythrodiplax laurentia – gatunek ważki z rodziny ważkowatych (Libellulidae). Występuje na terenie Ameryki Południowej.